# Forskningskommunikation
Forskningskommunikation är aktiviteter som överför kunskap mellan vetenskapssamhället och allmänheten.
Den som arbetar med forskningskommunikation kallas forskningskommunikatör och förklarar vetenskap för lekmän. De flesta forskningskommunikatörer är anställda vid universitet, forskningsfinansiärer och andra statliga myndigheter, men det förekommer också att de arbetar som frilansare. En forskningskommunikatör kan vara utbildad till kommunikatör eller vetenskapsjournalist.